# Leonardo da Vinci. Lot wyobraźni
Leonardo da Vinci. Lot wyobraźni (ang. Leonardo da Vinci. The Flights of the Mind) – biografia włoskiego artysty renesansowego i naukowca, Leonarda da Vinci napisana przez Charlesa Nicholla i wydana 18 października 2004 roku. Polska premiera książki miała miejsce 5 października 2006 roku i wydana została przez Wydawnictwo W.A.B..

## Treść
Autor próbuje zmierzyć się z utrwalonym w XIX w. mitem, którego propagatorem jest Giorgio Vasari, autor Żywotów najsławniejszych malarzy, rzeźbiarzy i architektów, przedstawiającym Leonarda jako genialnego humanistę, nieustającego w dążeniach artystycznych i naukowych, nękanego manią doskonałości. Nicholl przedstawia Leonarda jako człowieka o nieprzeciętnym umyśle, który jest ograniczony swoją sytuacją rodzinną, a także kulturalną. Autor ukazuje rozliczne talenty Leonarda. Przedstawia go jako malarza, muzyka, architekta, rzeźbiarza, pisarza, filozofa, poetę, matematyka, anatoma, mechanika, geologa, hydrologa i astronoma. Pisarz prezentuje artystę, który porzucał nieukończone dzieła powodowany pragnieniem twórczej swobody. Drobiazgowo rozpatruje proces powstawania niektórych dzieł, np.: znajdującą się w polskich zbiorach Damę z gronostajem, pokazując kontekst historyczny, symbolikę i interpretacje obrazów.
Nicholl zaprezentował także otoczenie Leonarda: przedstawił sylwetki jego krewnych i pomocników, opisał ulice i wnętrza pracowni, pisze o obyczajach, prawach, ubiorach, zabawach, smakach i zapachach z okresu jego życia. Nicholl przedstawia Leonarda nie tylko od strony jego dokonań na polu nauki i sztuki. Prezentuje jego życie codzienne, emocje oraz relacje z innymi ludźmi.

## Recenzje
Książka doczekała się swoich recenzji i została zauważona m.in. przez londyński The Daily Telegraph, The Washington Post, The Independent (London), The New York Times Book Review czy The New Yorker.